# August Schmidt (Soldat)

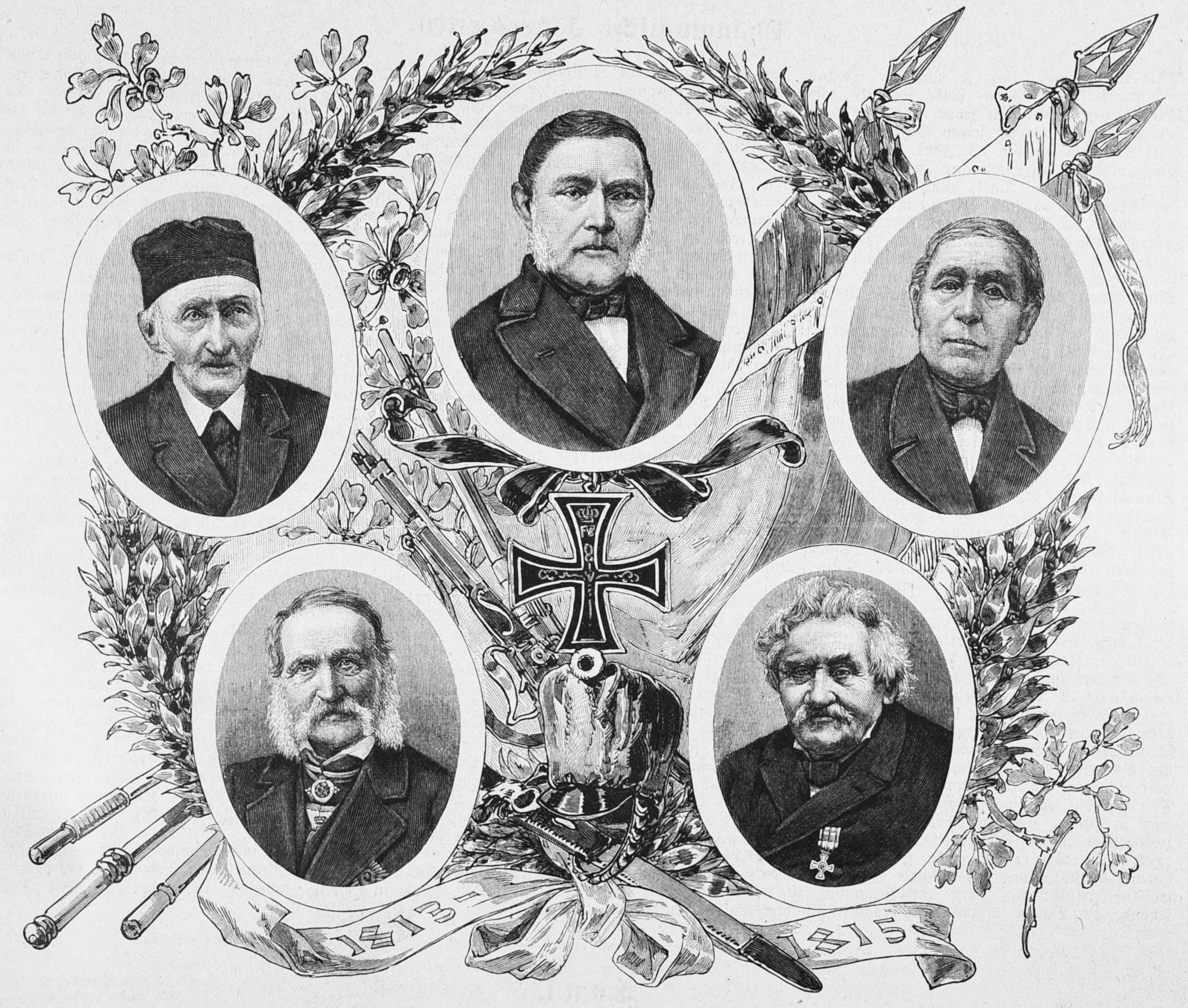
Die letzten 5 bekannten Veteranen der Befreiungskriege von 1813–1815 aus dem Jahr 1895, oben in der Mitte ist August Schmidt, unten links Franz Ernst Neumann, unten rechts Johann Leopold von Baehr

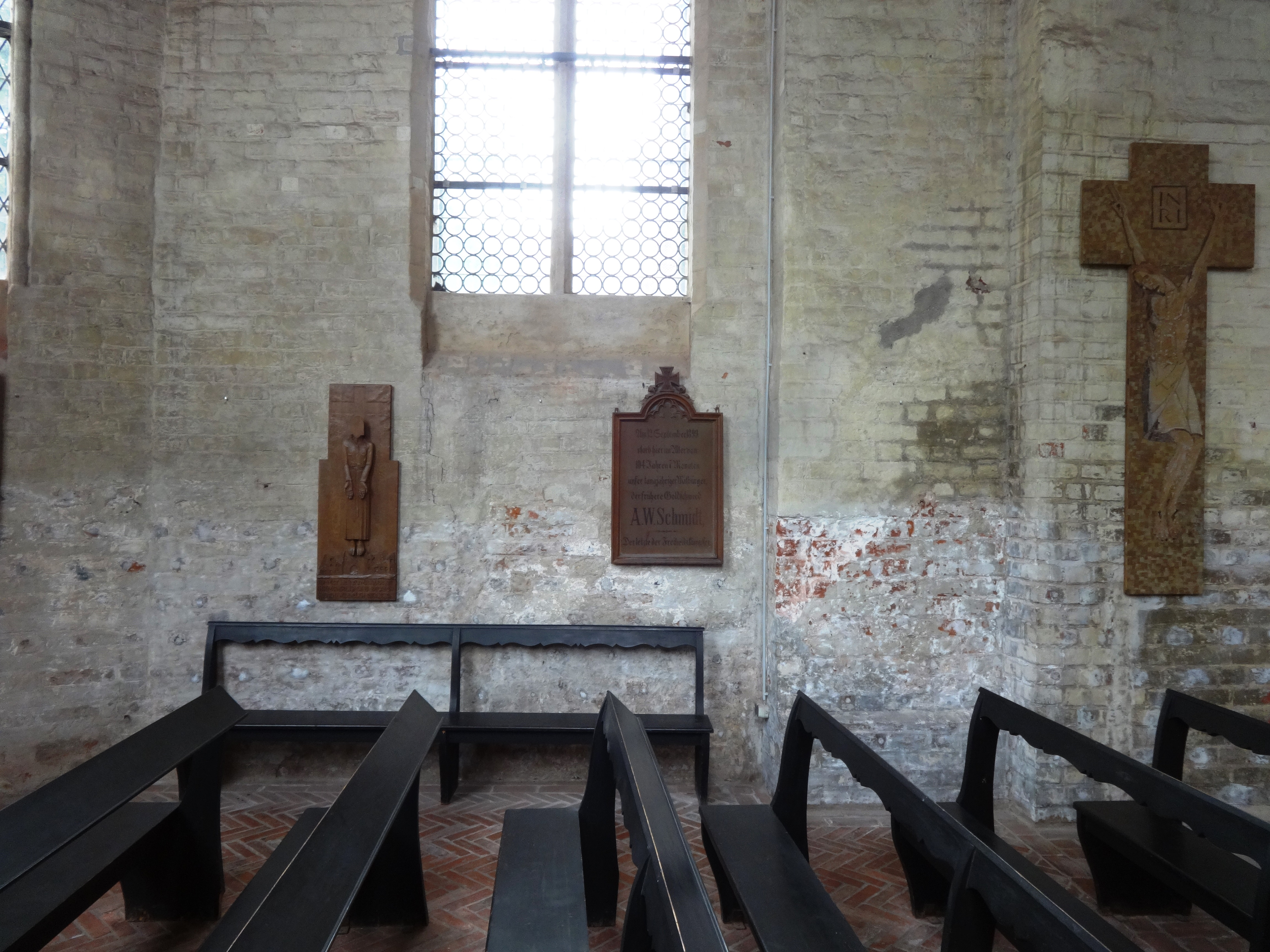
Gedenktafel in der St.-Petri-Kirche (Wolgast): „Am 12. September 1899 starb hier im Alter von 104 Jahren 7 Monaten unser langjähriger Mitbürger, der frühere Goldschmied A. W. Schmidt, Der letzte der Freiheitskämpfer“

August Schmidt (* 11. Februar 1795 in Anklam; † 12. September 1899 in Wolgast) war ein preußischer Soldat, Goldschmied und der wohl letzte überlebende deutsche Teilnehmer (Veteran) der Befreiungskriege, der der Armee des preußischen Staates angehört hatte.

## Leben
August Schmidt war Sohn eines Uhrmachers. Er trat am 17. März 1813, einen Tag nachdem Preußen Frankreich den Krieg erklärte, als Freiwilliger in das 1. pommersche Infanterieregiment ein.
Seine ersten Kampferfahrungen machte Schmidt bei der Schlacht bei Bautzen am 20. Mai 1813, wobei sein Regiment der Armee von Bülow unterstellt war.
In der Schlacht bei Großbeeren am 23. August 1813 stand seine Division bei Heinersdorf. In der folgenden Schlacht bei Dennewitz am 6. September 1813 half Schmidt mit seinem Regiment das Dorf Gölsdorf zu stürmen. Im Anschluss zog seine Brigade unter Generalmajor Borstell vor den Toren Wittenbergs ein, wo er an der Belagerung von Wittenberg teilnahm. Nach der Belagerung zog sein Regiment in Richtung Leipzig weiter, wo er ab dem 18. Oktober mit der Nordarmee, in der Nähe von Taucha, bei der Völkerschlacht bei Leipzig kämpfte.
Nach der Völkerschlacht bei Leipzig marschierte er westwärts über Weißenfels und Gotha in die Niederlande. Im Frühjahr 1814 kämpfte er in der Schlacht bei Laon. Im weiteren Verlauf des Jahres 1814 nahm Schmidt an der Belagerungen von Maubeuge und Philippeville teil.
Im Jahr 1815 griff Schmidt und sein Regiment noch mal zu den Waffen, um an der Schlacht bei Waterloo zu kämpfen. Sein Regiment unterstand der Brigade von Sydow, welche wiederum dem Korps von Bülow unterstand.
Nach den Befreiungskriegen ließ August Schmidt sich in Wolgast nieder und arbeitete dort als Goldschmied, wo er bis zu seinem Lebensende verweilte.